# 雍姞
雍姞，姞姓，春秋时期宋国人，郑厉公之母。
宋国的雍氏把女儿雍姞嫁给郑庄公，生了公子突。雍氏为宋国人所尊重，受到宋庄公的宠爱。前701年（周桓王十九年、鲁桓公十一年、郑庄公四十三年）夏，郑庄公去世后，祭足立郑庄公的太子公子忽（邓曼所生）为国君，即郑昭公。雍氏就诱骗祭仲到宋国，再把他抓起来，威胁他说：“不立突为国君，就要你的命。”雍氏挟持公子突以索取财货。祭仲和宋国人结盟，让公子突归国而立他为国君。九月十三日，郑昭公逃亡到卫国。九月二十五日，公子突立为国君，是为郑厉公。郑厉公在位四年，被祭足驱赶出郑国，在外蛰伏十七年，直到前680年（周僖王二年、鲁庄公十四年、郑子婴十四年）才得以回国复位。